# Dez Fafara
Bradley Fafara, detto Dez (Santa Barbara, 12 maggio 1966), è un cantante statunitense, attualmente membro dei DevilDriver ed ex membro dei Coal Chamber.

## Biografia

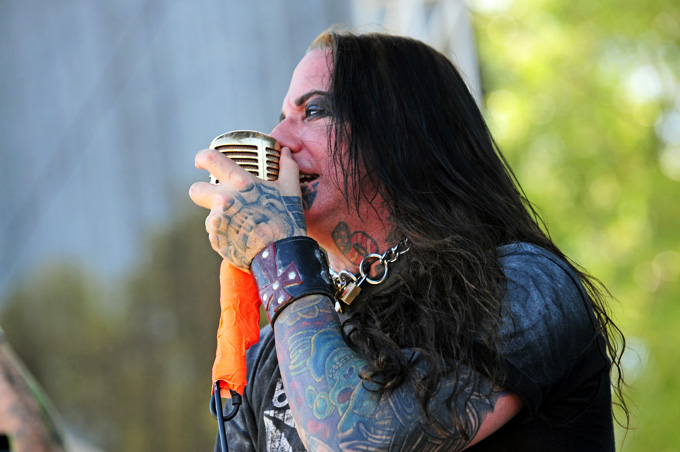
Dez Fafara nel 2012 con i Coal Chamber

Dez è di origini portoghesi e italiane, più precisamente siciliane. Suo padre, Tiger Fafara, era uno dei personaggi della sitcom Ci pensa Beaver. La moglie di Dez, Anahstasia, appare sulla copertina del secondo album dei Coal Chamber, Chamber Music. Dez ha tre figli: Tyler, Simon e Kaleb. Tyler's Song dall'album Chamber Music fu appunto dedicata al primo figlio, mentre Simon appare come backing growl nel terzo album dei DevilDriver nella canzone Tirades of Truth, ancora bambino ai tempi della registrazione.

### Coal Chamber
Dez ha realizzato 6 album coi Coal Chamber. Quattro di questi, Coal Chamber (1997), Chamber Music (1999), Dark Days (2002) e Rivals (2015) raccolgono nuovo materiale, mentre Giving the Devil His Due (2003) è una raccolta di brani remixati, rarità e b-side, e The Best of Coal Chamber (2004) un greatest hits. Lasciò i Coal Chamber nel 2003 poco dopo aver formato i DevilDriver, la sua band attuale. Il gruppo si è riunito nel 2011 e si è sciolto nuovamente nel 2016.

### DevilDriver
Finora, Dez ha pubblicato 8 album insieme ai DevilDriver.

## Discografia

### Con i Coal Chamber
- 1997 - Coal Chamber
- 1999 - Chamber Music
- 2002 - Dark Days
- 2015 - Rivals

### Con i DevilDriver
- 2003 – DevilDriver
- 2005 – The Fury of Our Maker's Hand
- 2007 – The Last Kind Words
- 2009 – Pray for Villains
- 2011 – Beast
- 2013 – Winter Kills
- 2016 – Trust No One
- 2018 – Outlaws 'till the end: vol. 1

### Collaborazioni
- 1994 – 999 Society – 999 Society (demo) (cori in Wrong e Pain)
- 2001 – Lunatics on Parole – Life Sucks (and I Love It) (cori)
- 2002 – Dirt – From Dirt We Come (voce in Psycho Santa)
- 2005 – Roadrunner United – The All-Star Sessions (voce in Baptized in the Redemption)
- 2010 – Artisti Vari – Harder & Heavier: 60's British Invasion Goes Metal (voce in It's Not Unusual con Rudy Sarzo e Bob Kulick)
- 2011 – Artisti Vari – We Wish You a Metal Xmas and a Headbanging New Year (voce in Rudolph the Red Nosed Reindeer con Doug Aldrich, Blasko e John Tempesta)
- 2012 – Cancer Bats – Dead Set on Living (voce ospite in Bastards)
- 2012 – Soulfly – Enslaved (voce ospite in Redemption of Man by God)